# Reto Wyss (Politiker)

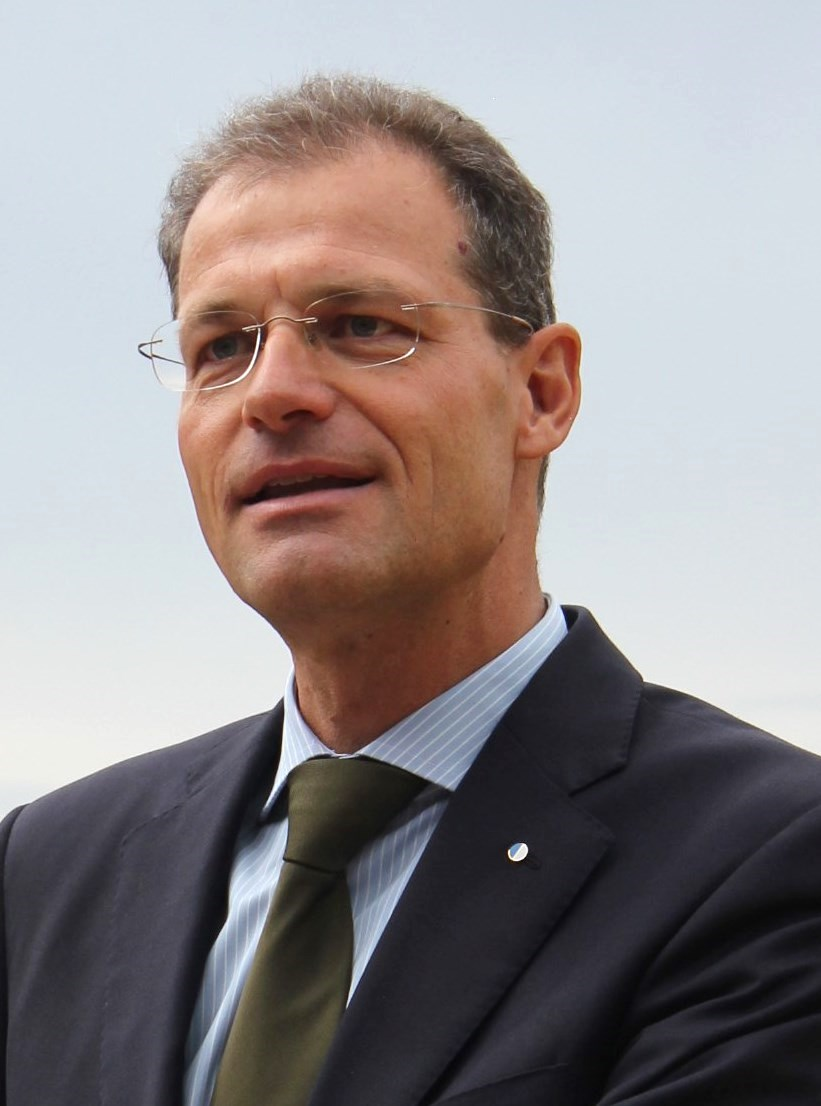
Reto Wyss (2013)

Reto Wyss (* 7. April 1965 in Emmenbrücke, heimatberechtigt in Rothenburg und Emmen) ist ein Schweizer Politiker (Die Mitte, vormals CVP). Von 1998 bis 2011 war er Gemeindepräsident von Rothenburg. Seit dem 1. Juli 2011 ist er Regierungsrat des Kantons Luzern und leitete von 2011 bis 2019 das Bildungs- und Kulturdepartement. Seit dem 1. Juli 2019 ist Wyss Luzerner Finanzdirektor.
Wyss ist diplomierter Bauingenieur (HTL/SIA) und war Mitinhaber eines Bauingenieur-Büros. Von 1998 bis 2011 war Wyss Gemeindepräsident von Rothenburg. Er ist verheiratet, Vater von zwei erwachsenen Kindern und wohnt in Rothenburg.